# Karperachtigen
De Karperachtigen (Cypriniformes) zijn een orde van de straalvinnigen.
Er behoren zo'n 6000 soorten toe, onderverdeeld in 6 families.

## Taxonomische indeling
De orde is onderverdeeld in de volgende superfamilies en families:
Orde: Karperachtigen Cypriniformes
- Superfamilie: Cobitoidea
  - Balitoridae (Steenkruipers of platte grondels)
  - Catostomidae (Zuigkarpers)
  - Cobitidae (Modderkruipers)
  - Gyrinocheilidae (Algeneters)
  - Nemacheilidae (Bermpjes)
- Superfamilie: Cyprinioidea
  - Cyprinidae (Echte Karpers)
  - Psilorhynchidae (Spoelgrondels)